# Station Charleroi-Centraal
Station Charleroi-Centraal (Frans: Gare de Charleroi-Central) (tot en met 10 december 2022 Station Charleroi-Zuid; Frans: Gare de Charleroi-Sud) is een spoorwegstation in de stad Charleroi. Het is het hoofdstation van de stad. De Kleine Ringweg van Charleroi (R9) ligt op een viaduct boven een deel van de perrons.

## Ligging
Charleroi-Centraal ligt op de kruising van verschillende spoorlijnen:
- spoorlijn 124 (Brussel-Zuid - Charleroi-Centraal)
- spoorlijn 124A (Luttre - Charleroi-Centraal)
- spoorlijn 130 (Namen - Charleroi-Centraal)
- spoorlijn 130A (Charleroi-Centraal - Erquelinnes)
- spoorlijn 130C (Châtelet - Charleroi-Centraal)
- spoorlijn 132 (Mariembourg - Charleroi-Centraal)
- spoorlijn 140/1 (Charleroi-West - Charleroi-Centraal)

## Geschiedenis
Het stationsgebouw werd gebouwd in 1874 in neoklassieke stijl met gebruik van nieuwe materialen als staal en glas.
Het werd tussen 2005 en 2007 gerestaureerd waarbij zijn façade in oorspronkelijke staat werd hersteld. Op zondag 11 december 2022 werd station Charleroi-Zuid omgedoopt naar station Charleroi-Centraal.
Het station heeft twee voetgangerstunnels: De westelijke heet "Couloir sous voies Bruxelles", de oostelijke "Couloir sous voies Namur".

## Treindienst
| Serie       | Treinsoort               | Route | Bijzonderheden |
| ----------- | ------------------------ | --- | --- |
| IC 05       | Intercity (NMBS)         | Charleroi-Centraal – Brussel-Zuid – Antwerpen-Centraal – Antwerpen-Luchtbal                                                                  | Rijdt alleen op werkdagen. |
| IC 07       | Intercity (NMBS)         | Charleroi-Centraal – Brussel-Zuid – Antwerpen-Centraal – Essen                                                                               | Rijdt alleen op werkdagen. |
| IC 19       | Intercity (NMBS)         | Kortrijk – Moeskroen – Herzeeuw – Froyennes – /Doornik – Bergen – Charleroi-Centraal – Namen                                                 | Eerst en laatste ritten van/naar Kortrijk. |
| IC 25       | Intercity (NMBS)         | Moeskroen – Doornik – Bergen – Charleroi-Centraal – Namen – Luik-Guillemins – Herstal – Liers                                                | Rijdt in het weekend tussen Moeskroen en Liers. |
| IC 31       | Intercity (NMBS)         | [ Charleroi-Centraal – ] Brussel-Zuid – Mechelen – Antwerpen-Centraal                                                                        | In het weekend vanaf Charleroi-Centraal. |
| S 19        | GEN (NMBS)               | [ Leuven – ] Brussels Airport-Zaventem – Brussel-Luxemburg – Eigenbrakel – Nijvel – Charleroi-Centraal                                       | Rijdt in het weekend tussen Leuven en Nijvel. |
| S 61        | S-trein Charleroi (NMBS) | Waver – Charleroi-Centraal – Jambes | Rijdt in de week 2×/u tussen Jambes - Charleroi-Centraal. |
| S 62        | S-trein Charleroi (NMBS) | Luttre – Manage – La Louvière-Centrum – Charleroi-Centraal                                                                                   | Rijdt in het weekend tussen La Louvière-Centrum en Charleroi-Centraal.                                                                                         |
| S 63        | S-trein Charleroi (NMBS) | Charleroi-Centraal – Erquelinnes – Maubeuge                                                                                                  | Tijdens de spits extra ritten Charleroi-Centraal-Erquelinnes. Rijdt in het weekend 1×/2u.                                                                      |
| S 64        | S-trein Charleroi (NMBS) | Charleroi-Centraal – Couvin | Rijdt in het weekend 1×/2u. |
| S 1         | S-trein Brussel (NMBS)   | Charleroi-Centraal – /Nijvel – Brussel-Zuid – Mechelen – Antwerpen-Centraal                                                                  | Op zondag een deel Brussel-Noord - Nijvel en een deel Brussel-Zuid - Antwerpen-Centraal. Tijdens de week eerste en laatste ritten van/naar Charleroi-Centraal. |
| L 4350C     | L-trein (NMBS)           | Charleroi-Centraal – Luttre – Manage – La Louvière-Centrum                                                                                   | Rijdt op werkdagen tussen 's-Gravenbrakel en Manage. |
| P 7710/8710 | Piekuurtrein (NMBS)      | Couvin – Mariembourg – Charleroi-Centraal | Rijdt alleen op werkdagen. |
| P 7720/8720 | Piekuurtrein (NMBS)      | Jemeppe-sur-Sambre – Charleroi-Centraal – Brussel-Zuid – Schaarbeek                                                                          | Rijdt alleen op werkdagen. |
| P 7750/8750 | Piekuurtrein (NMBS)      | [ Erquelinnes – ] / [ Ottignies – ] Charleroi-Centraal                                                                                       | Rijdt alleen op werkdagen. |
| P 7770/8770 | Piekuurtrein (NMBS)      | [ Manage – [ Luttre ] / [ Bergen – Quévy ] / [ 's-Gravenbrakel ] ] / [ La Louvière-Zuid – [ Bergen ] / [ Luttre ] / [ Charleroi-Centraal ] ] | Rijdt alleen op werkdagen. |
| P 7780/8780 | Piekuurtrein (NMBS)      | Charleroi-Centraal – Namen – Jambes | Rijdt alleen op werkdagen. Een trein tot Jambes. |
| P 7790/8790 | Piekuurtrein (NMBS)      | Luttre – Charleroi-Centraal | Rijdt alleen op werkdagen. |
| ICT 6700    | Toeristentrein (NMBS)    | Charleroi-Centraal – Bergen – Doornik – Moeskroen – Brugge – Blankenberge                                                                    | Rijdt in juli en augustus. |

## Galerij

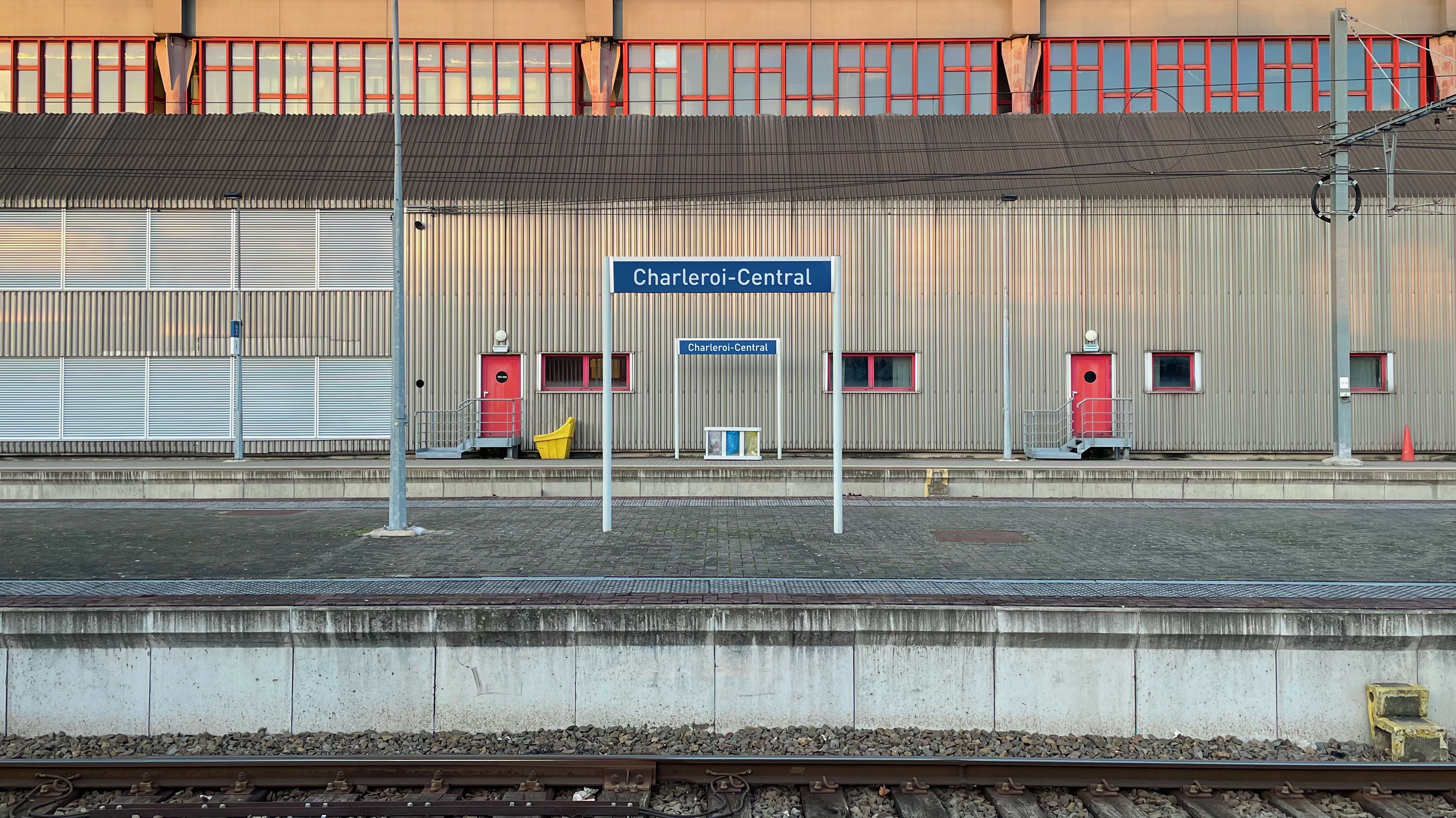
Plaatsnaambord
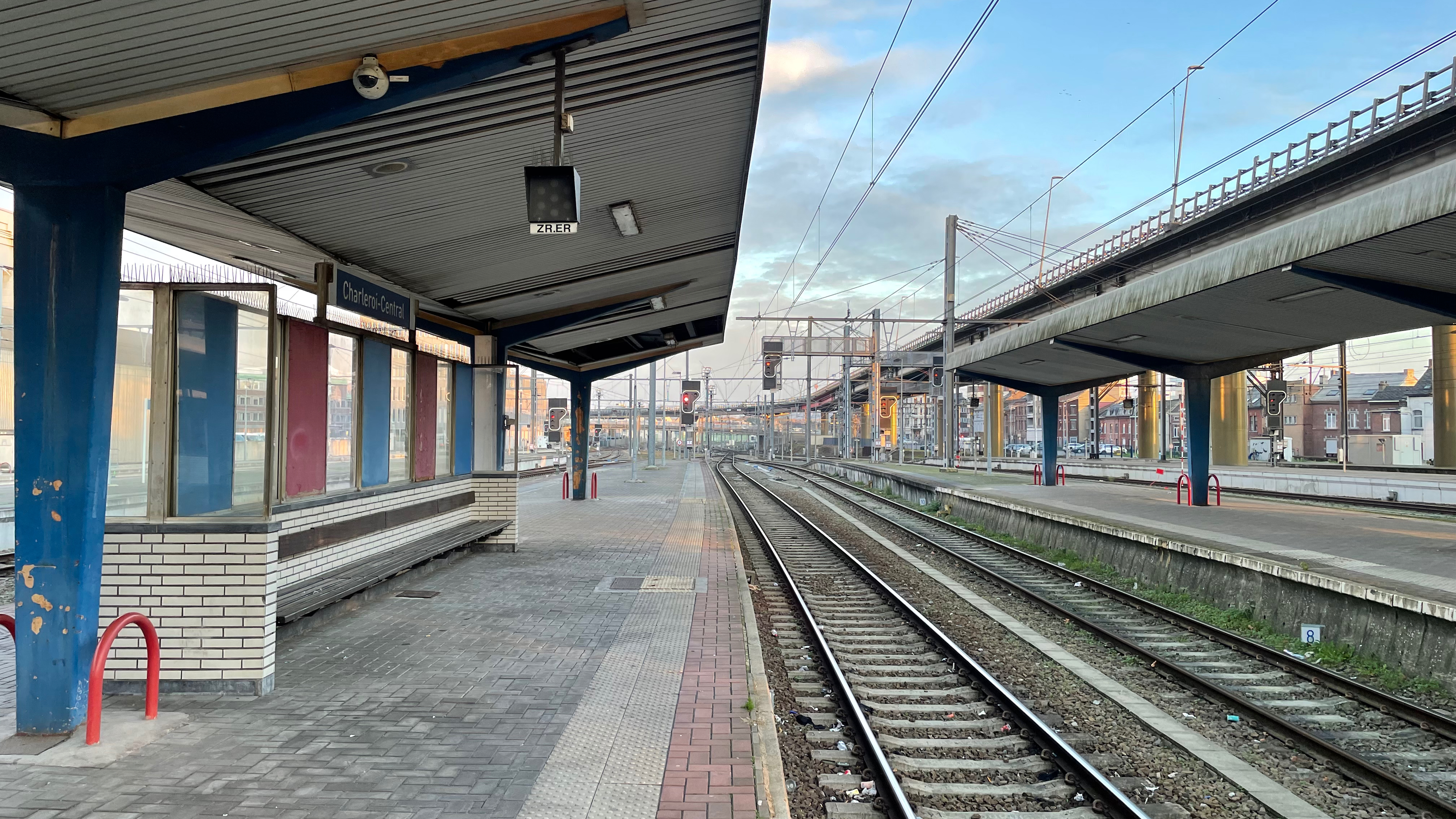
Zicht op de sporen
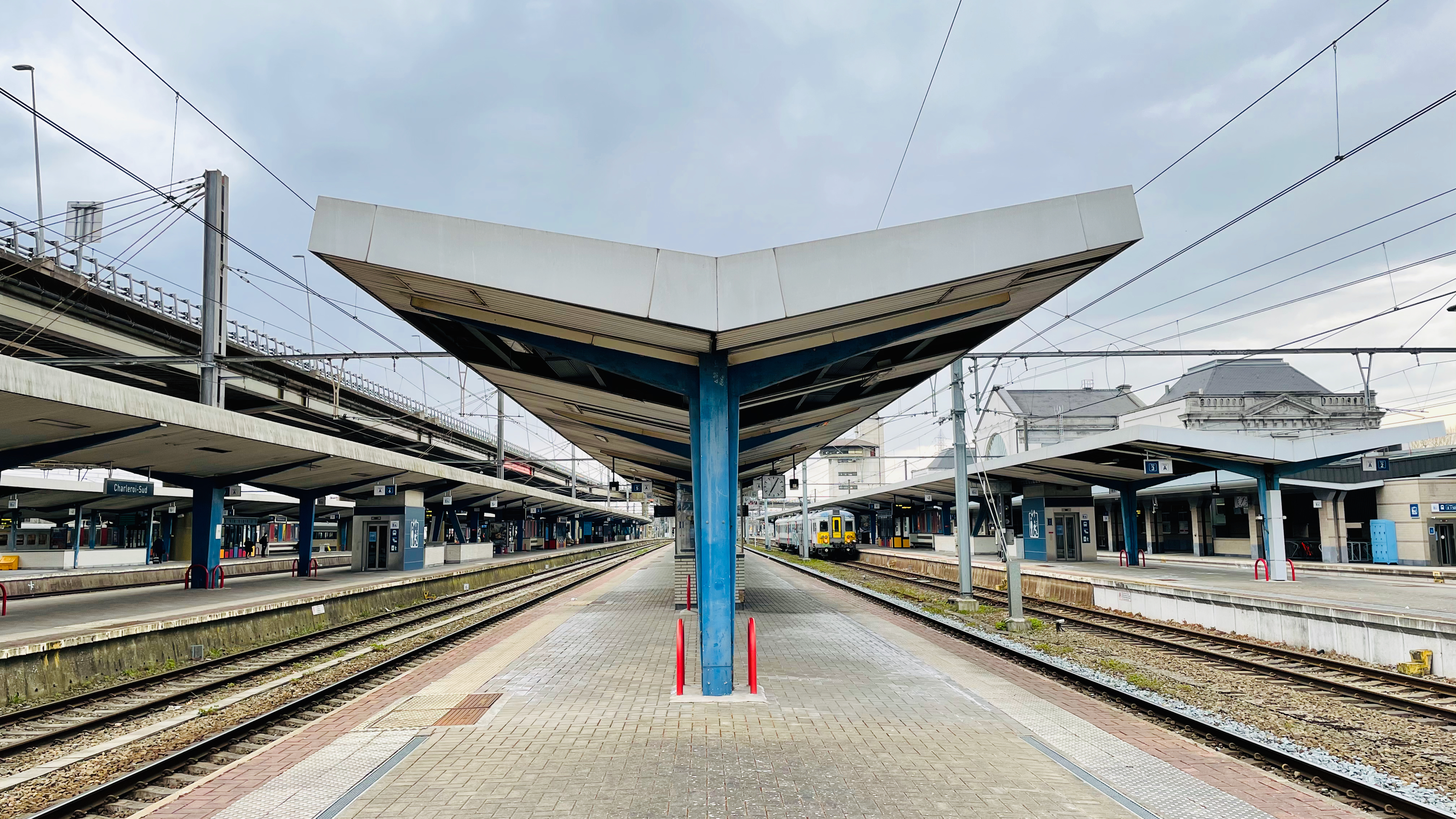
Zicht op de perrons
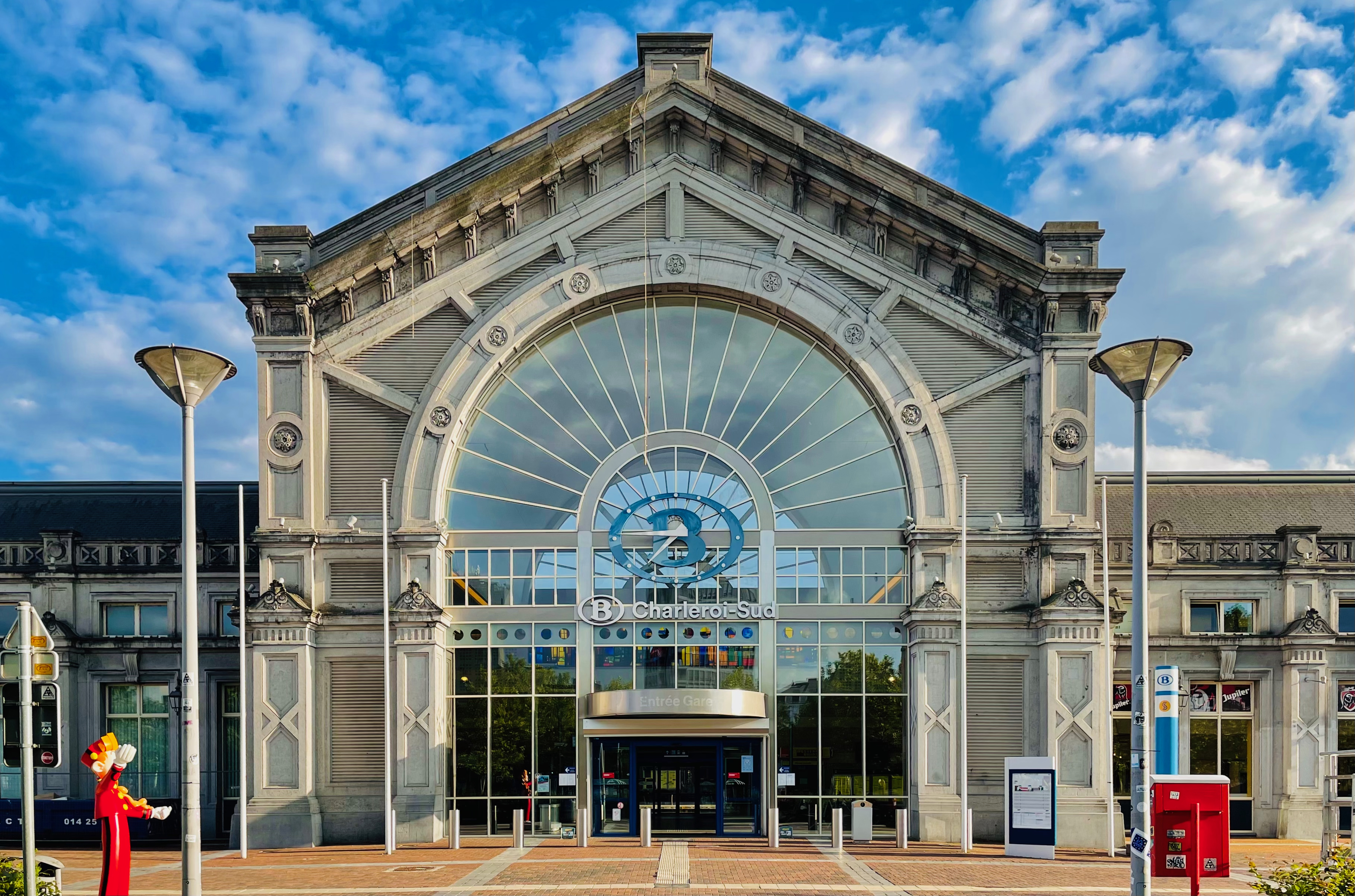
Het Stationsgebouw (2022)
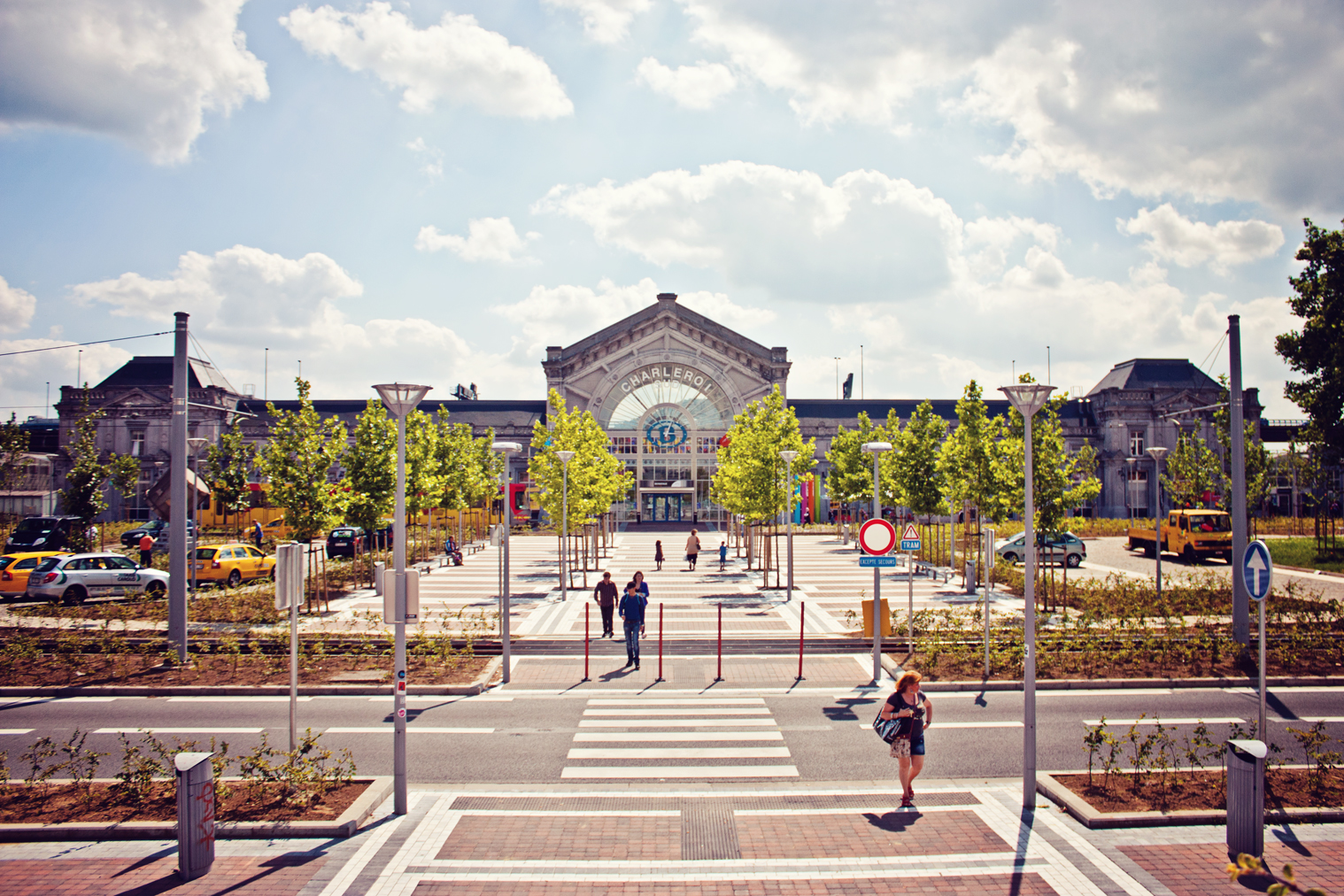
Het Stationsgebouw (2012)

## Reizigerstellingen
De grafiek en tabel geven het gemiddeld aantal instappende reizigers weer op een week-, zater- en zondag.
| Tabel: aantal instappende reizigers station Charleroi-Centraal | Tabel: aantal instappende reizigers station Charleroi-Centraal | Tabel: aantal instappende reizigers station Charleroi-Centraal | Tabel: aantal instappende reizigers station Charleroi-Centraal |
|                                                                | Weekdag                                                        | Zaterdag                                                       | Zondag                                                         |
| -------------------------------------------------------------- | -------------------------------------------------------------- | -------------------------------------------------------------- | -------------------------------------------------------------- |
| 1977                                                           | 11 464                                                         | 4 694                                                          | 4 209                                                          |
| 1978                                                           | 11 243                                                         | 4 773                                                          | 5 252                                                          |
| 1979                                                           | 10 008                                                         | 3 072                                                          | 3 268                                                          |
| 1980                                                           | 12 106                                                         | 4 512                                                          | 4 359                                                          |
| 1981                                                           | 11 327                                                         | 4 482                                                          | 4 053                                                          |
| 1982                                                           | 11 848                                                         | 4 934                                                          | 4 797                                                          |
| 1983                                                           | 12 168                                                         | 3 991                                                          | 4 245                                                          |
| 1984                                                           | 10 373                                                         | 4 290                                                          | 4 831                                                          |
| 1985                                                           | 12 000                                                         | 3 997                                                          | 4 545                                                          |
| 1986                                                           | 13 610                                                         | 3 980                                                          | 4 802                                                          |
| 1987                                                           | 13 105                                                         | 4 028                                                          | 5 318                                                          |
| 1988                                                           | 12 796                                                         | 3 913                                                          | 4 501                                                          |
| 1989                                                           | 12 819                                                         | 4 247                                                          | 4 520                                                          |
| 1990                                                           | 10 887                                                         | 3 768                                                          | 3 680                                                          |
| 1991                                                           | 13 911                                                         | 3 684                                                          | 3 509                                                          |
| 1992                                                           | 12 885                                                         | 3 691                                                          | 4 769                                                          |
| 1993                                                           | 11 021                                                         | 3 204                                                          | 4 325                                                          |
| 1994                                                           | 12 796                                                         | 4 050                                                          | 3 675                                                          |
| 1995                                                           | 13 589                                                         | 3 690                                                          | 3 782                                                          |
| 1996                                                           | 14 493                                                         | 3 854                                                          | 3 785                                                          |
| 1997                                                           | 10 862                                                         | 3 664                                                          | 3 352                                                          |
| 1998                                                           | 10 647                                                         | 3 712                                                          | 3 686                                                          |
| 1999                                                           | 10 817                                                         | 2 677                                                          | 3 018                                                          |
| 2000                                                           | 11 116                                                         | 3 975                                                          | 3 806                                                          |
| 2001                                                           | 10 122                                                         | 3 384                                                          | 3 685                                                          |
| 2002                                                           | 10 333                                                         | 3 515                                                          | 3 416                                                          |
| 2003                                                           | 9 338                                                          | 3 688                                                          | 3 566                                                          |
| 2004                                                           | 11 460                                                         | 3 643                                                          | 3 478                                                          |
| 2005                                                           | 10 414                                                         | 4 928                                                          | 3 330                                                          |
| 2006                                                           | 11 711                                                         | 4 316                                                          | 4 361                                                          |
| 2007                                                           | 9 736                                                          | 3 752                                                          | 3 550                                                          |
| 2008                                                           | -                                                              | -                                                              | -                                                              |
| 2009                                                           | 11 218                                                         | 4 293                                                          | 4 275                                                          |
| 2010                                                           | -                                                              | -                                                              | -                                                              |
| 2011                                                           | -                                                              | -                                                              | -                                                              |
| 2012                                                           | 12 280                                                         | 4 322                                                          | 4 405                                                          |
| 2013                                                           | 13 195                                                         | 5 297                                                          | 5 073                                                          |
| 2014                                                           | 13 223                                                         | 4 586                                                          | 4 979                                                          |
| 2015                                                           | 12 642                                                         | 4 036                                                          | 4 048                                                          |
| 2016                                                           | 11 667                                                         | 4 555                                                          | 4 117                                                          |
| 2017                                                           | 11 869                                                         | 5 345                                                          | 5 036                                                          |
| 2018                                                           | 11 778                                                         | 5 350                                                          | 4 507                                                          |
| 2019                                                           | 11 786                                                         | 5 490                                                          | 4 464                                                          |
| 2020                                                           | 7 062                                                          | 3 249                                                          | 3 058                                                          |
| 2021                                                           | -                                                              | -                                                              | -                                                              |
| 2022                                                           | 9 734                                                          | 4 952                                                          | 4 228                                                          |
| 2023                                                           | 11 030                                                         | 4 840                                                          | 4 072                                                          |
| 2024                                                           | 10 589                                                         | 5 793                                                          | 5 048                                                          |

## Openbaar vervoer

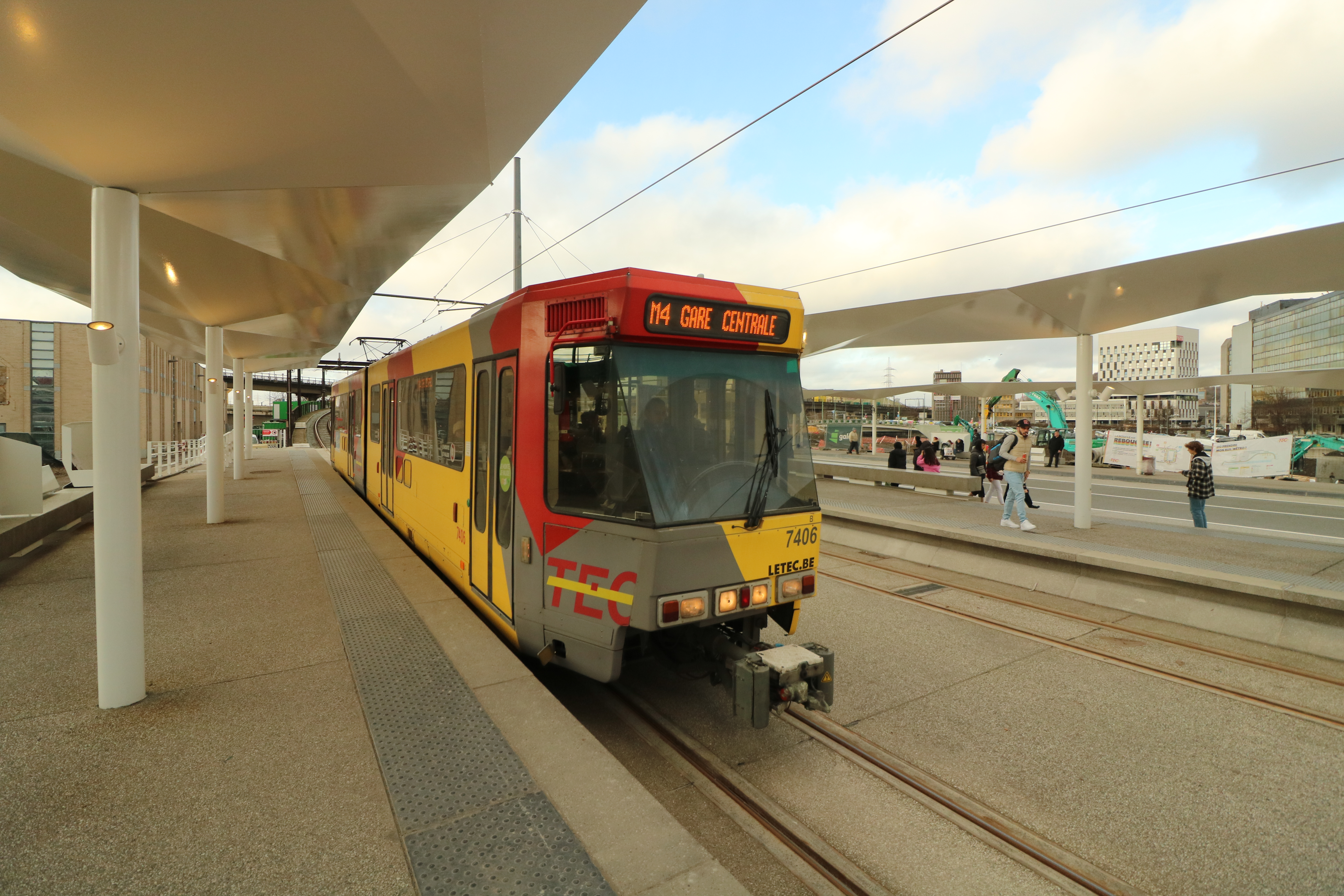
Verwijzing naar 'gare centrale'

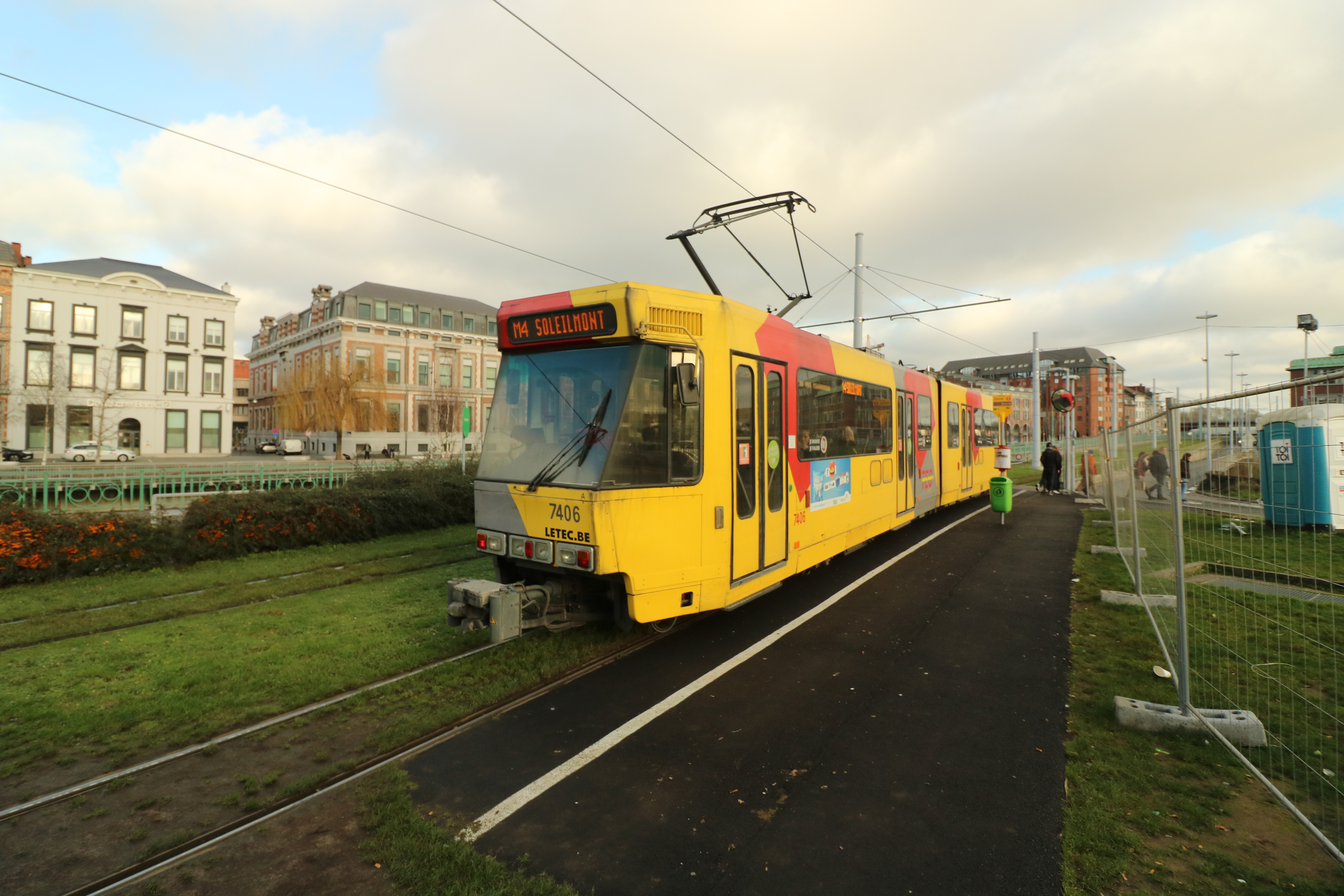
Tijdelijke halte Sambre

### Metro
Het station is als Gare Centrale een halte van alle metrolijnen M1, M2, M3 en M4 van de Métro Léger de Charleroi.
Sinds de opening van het eerste deel van de metro (Station Vilette) was het station (toen nog Sud geheten) eindhalte voor de verschillende tramlijnen in Charleroi. Langzaamaan werd het tramnet opgeheven, tot uiteindelijk in 1992 alleen nog lijnen 89 (naar Anderlues) en 54 (naar Gilly) op het net halteerden. Op het station was op dat moment een keerlus met wachtspoor, twee perronsporen en twee opstelsporen.
In 2012 werd de centrale ring geopend, waardoor een doorgaande verbinding tussen Sud, nieuwe halte Tirou en al bestaande halte Parc ontstond. Vanaf 27 februari 2012 deden alle lijnen (M1, M2 en M4, vanaf 1 juni 2012 ook M3) station Sud aan.
In 2021 is gestart met een grootschalige herinrichting van de esplanade van het station. De metrolijn is opgebroken tussen Vilette en Tirou, later opende er een tijdelijke halte Sud.
Op 3 januari 2023 heropende de metroring met nieuwe perrons voor de metro, iets westelijker dan de oude. Omdat tijdens de werkzaamheden het busstation gesplitst is in een westelijk busstation B en een oostelijk busstation A, werd ook een tijdelijke tramhalte Sambre (tussen Gare Centrale en Tirou) geopend. Het station ligt nu aan een doorgaande lijn: de keerlus en opstelsporen zijn verdwenen.

### Bus
In 2023 is het busstation in twee delen gesplitst. 
Vanaf het westelijke busstation "B" (bij metrohoalte Gare Centrale) vertrekken lijnen 21, 43, 68, 70, 71, 83, 85, 86, 109a, 170, 173, expresslijnen E83 en E109, lijn A naar de luchthaven, toeristische lijn ABBA naar de Abdij van Aulne, centrumlijn CITY en metrovervangende lijnen M1ab, M3ab en M4ab.
Vanaf het oostelijke busstation "A" (bij metrohalte Sambre) vertrekken lijnen 1, 3, 13, 14, 18, 19, 20, 25, 35, 52, 138b, 451 en scholierenlijnen CERI (Les Cérisiers) en BRUY (Les Bruyères).
Aan de zuidkant van het station, bij de Couloir sous voies Bruxelles, bevindt zich de bushalte voor internationale bussen van o.a. FlixBus.
Charleroi-Central · 
Charleroi-Nord · 
Charleroi-Ouest · 
Charleroi-Sud-Quai · 
Charleroi-Ville-Haute · 
Couillet · 
 Couillet-Montignies · 
Dampremy · 
Gosselies · 
Goutroux · 
Jumet-Brûlotte · 
La Planche ·
La Villette ·
Lodelinsart · 
Lodelinsart-Ouest · 
Marchienne-au-Pont · 
Marchienne-Est · 
Marchienne-Zône · 
Marcinelle · 
Marcinelle-Haies · 
Monceau · 
Monceau-Usines · 
Montignies-Formation · 
Montignies-Neuville · 
Montignies-sur-Sambre · 
Mont-sur-Marchienne · 
Ransart · 
Roux
0,0: Brussel-Zuid ·
2,1: Vorst-Oost ·
4,0: Ukkel-Stalle ·
5,6: Ukkel-Kalevoet ·
7,8: Linkebeek ·
9,1: Holleken ·
11,4: Sint-Genesius-Rode ·
12,6: De Hoek ·
15,5: Waterloo ·
18,8: Eigenbrakel ·
23,4: Lillois ·
28,1: Baulers ·
29,3: Nijvel ·
33,6: Bois-de-Nivelles ·
37,0: Obaix-Buzet ·
40,9: Luttre ·
43,4: La Chaussée ·
46,5: Courcelles-Motte ·
48,7: Roux ·
49,5: Monceau ·
52,9: Marchienne-au-Pont ·
53,7: Marchienne-Oost ·
55,9: Charleroi-Centraal
0,0: Namen ·
3,2: Ronet ·
4,8: Flawinne ·
8,6: Floreffe ·
10,9: Franière ·
13,5: Mornimont ·
14,4: Moustier ·
16,2: Ham-sur-Sambre ·
16,7: Jemeppe-sur-Sambre ·
19,3: Auvelais ·
21,4: Tamines ·
23,7: Aiseau ·
25,5: Tergnée ·
26,4: Farciennes ·
27,5: Le Campinaire ·
28,6: Pont-de-Loup ·
29,8: Châtelet ·
32,6: Couillet-Montignies ·
33,9: Couillet ·
36,6: Charleroi-Central
0,0: Charleroi-Centraal ·
1,0: Marcinelle ·
1,8: La Villette ·
2,5: La Sambre ·
4,1: Marchienne-Zône ·
4,5: Jambe-de-Bois ·
8,0: Landelies ·
11,6: Hourpes ·
14,9: Thuin ·
16,9: Lobbes ·
21,8: Fontaine-Valmont ·
23,7: Labuissière ·
25,7: Solre-sur-Sambre ·
27,6: Erquelinnes-Dorp ·
29,1: Erquelinnes